# Etheostoma tuscumbia
Etheostoma tuscumbia é uma espécie de peixe da família Percidae.
É endémica dos Estados Unidos da América.